# Leonardo Daniel
Leonardo Daniel (Mexikóváros, 1954. július 26. –) mexikói színész és rendező.

## Élete és pályafutása
1954. július 26-án született Mexikóvárosban Lorenzo de Rodas és María Idalia egyetlen fiaként. Édesapja színész, édesanya újságíró. Művészeti tanulmányait az Instituto Andrés Soler iskolában kezdte meg. 1975-ben az ismert producer, Valentín Pimstein fiatal tehetségeket keresett új telenovellájához. Leonardo jelentkezett nála és megkapta Aldo szerepét a Mundo de juguete című sorozatban. 1988-ban, miután a Rosa Salvaje című telenovellában Enriquét alakította, jelentős fordulat következett karrierjében, mivel több filmben is szerepet kapott. 2008-ban a feleségével közösen úgy döntöttek, hogy örökbe fogadnak egy gyermeket, Liant.

## Filmográfia

### Telenovellák
- Mundo de juguete (1975) .... Aldo
- Pobre Clara (1975
- Yo no pedí vivir (1977) .... Manuel
- Humillados y ofendidos (1977) .... Alejandro Correa
- María José (1978) .... Alfredo
- Los ricos también lloran (1979) .... Leonardo Mendizábal
- Ambición (1980)
- Divino tesoro (1980)
- Juventud (1980) .... Pablo
- El hogar que yo robé (1981) .... Eduardo
- Chispita (1982) .... Juan Carlos de la Mora
- La fiera (1983) .... Miguel Martínez Bustamante
- Sí, mi amor (1984) .... David Kendall
- Principessa (1985) .... Federico
- Juana Iris (1985)
- Seducción (1986) .... Javier Fuentes
- Cómo duele callar (1987) .... José Luis
- Rosa salvaje (1988) .... Enrique
- Encadenados (1988) .... Daniel Lazcano
- De frente al Sol (1992) .... Adrián Bermúdez (fiatal)
- Agujetas de color de rosa (1994) .... Miguel Davis
- María José (1995) .... Octavio Campuzano
- María la del barrio (1995) .... Dr. Hinojosa
- La antorcha encendida (1996) .... Juan Aldama
- Cañaveral de pasiones (1996) .... Fausto Santos
- El secreto de Alejandra (1997) .... Sergio Duval
- Azul tequila (1998) .... Mariano De Icaza
- Háblame de amor (1999) .... Aguilar
- Amikor az enyém leszel (2001) .... Joaquín Sánchez Serrano
- Agua y aceite (2002) .... Héctor
- La duda (2002)
- Rebeca (2003) .... Adalberto Santander
- A liliomlány (Inocente de ti) (2004) .... Filemón
- Mi vida eres tú (2006) .... Mario Andrés
- Las dos caras de Ana (2006) .... Humberto Bustamante
- Alma indomable (2009) ... Rogelio Sorrento
- Valeria (2009) .... Renato Rivera
- Ördögi kör (2009) .... Aníbal Dávila
- Pobre diabla (2009-2010) .... Diego Montenegro
- Több mint testőr (2012) ... Darío Sandoval
- Rosario – A múlt fogságában (Rosario) (2013) ... Marcos Miranda
- Dama y obrero (2013) .... Mariano Santamaría

### Tévésorozatok
- Lo que callamos las mujeres (epizód: Con la misma moneda) (2001) .... Jorge

### Filmek
- Supervivientes de los Andes (1976)
- Pero sigo siendo el rey (1988)
- Justiciero callejero (1990)
- Por tu maldito amor (1990)
- Esa mujer me vuelve loco (1991)
- Silencio de muerte (1991)
- Tengo que matarlos (1991)
- El extensionista (1991)
- Mujer de cabaret (1991)
- El ninja mexicano (1991)
- Burbujas de amor (1991)
- Desvestidas y alborotadas (1991)
- Otro caso de violación (1992)
- Ayúdame compadre (1992)
- Comando terrorista (1992)
- Imperio de los malditos (1992)
- Maten al Mexicano (1993)
- En espera de la muerte (1993)
- Perseguido (1993)
- Apocalipsis infernal (1993)
- Furia de barrio (1993)
- Fray Bartolomé de las Casas (1993)
- Kino (1993)
- Caminantes... si hay camines (1994)
- La perversión (1994)
- Muralla de tinieblas (1994)
- Deseo criminal (1995)
- Lluvia de diamantes (1996)
- Con fuego en la sangre (1997)
- El padre de la DEA (1998)
- El jardinero y el federal (1998)
- Con la vida prestada (1998)
- Preparados para morir (1998)
- Secuestro: Aviso de muerte (1998)
- Fuera de la ley (1998)
- Los muertos no hablan (2000)
- La ley del gris (2000)
- Boda con la muerte (2000)
- La ley del cholo II (2000)
- Cuando el poder es... (2000)
- La sombra del azabache (2001)
- El vengador de cabrones (2001)
- Casi el infierno (2001)
- La banda de los panchitos 2 (2001)
- Morras desmadrosas (2002)
- El hijo de Juan Charrasquedo (2002)
- Furia de alacranes (2002)
- Maten a Jesús Pérez (2002)
- Marcado por la muerte (2002)
- La tumba del mojado (2002)
- Perros salvajes (2002)
- Pedro el quemado (2002)
- Atrapada (2003)
- Maldita vecindad (2004)

### Rendezőként
- A liliomlány (Inocente de ti) (2004)
- Bajo las riendas del amor (2007)